# Lobelia deckenii
Гігантська лобелія (Lobelia deckenii) — вид рослин родини дзвоникові.

## Будова
Багаторічна рослина, що формує кілька круглих розеток з листя з прожилкою знизу. Відома тим, що на ніч розетка згортається та вкривається секрецією, щоб захистити ніжні клітини меристеми в центральних бруньках від замерзання. Кожна розетка в умовах альпійського клімату може розвиватися десятиліттями, допоки не випускає велике товсте суцвіття висотою до 3 м. Після цвітіння вся розетка відмирає. Квіти запилюються птахами.

## Поширення та середовище існування
Зростає у Кенії на горі Кіліманджаро та кількох інших на висоті 3700–4300 м.

## Галерея

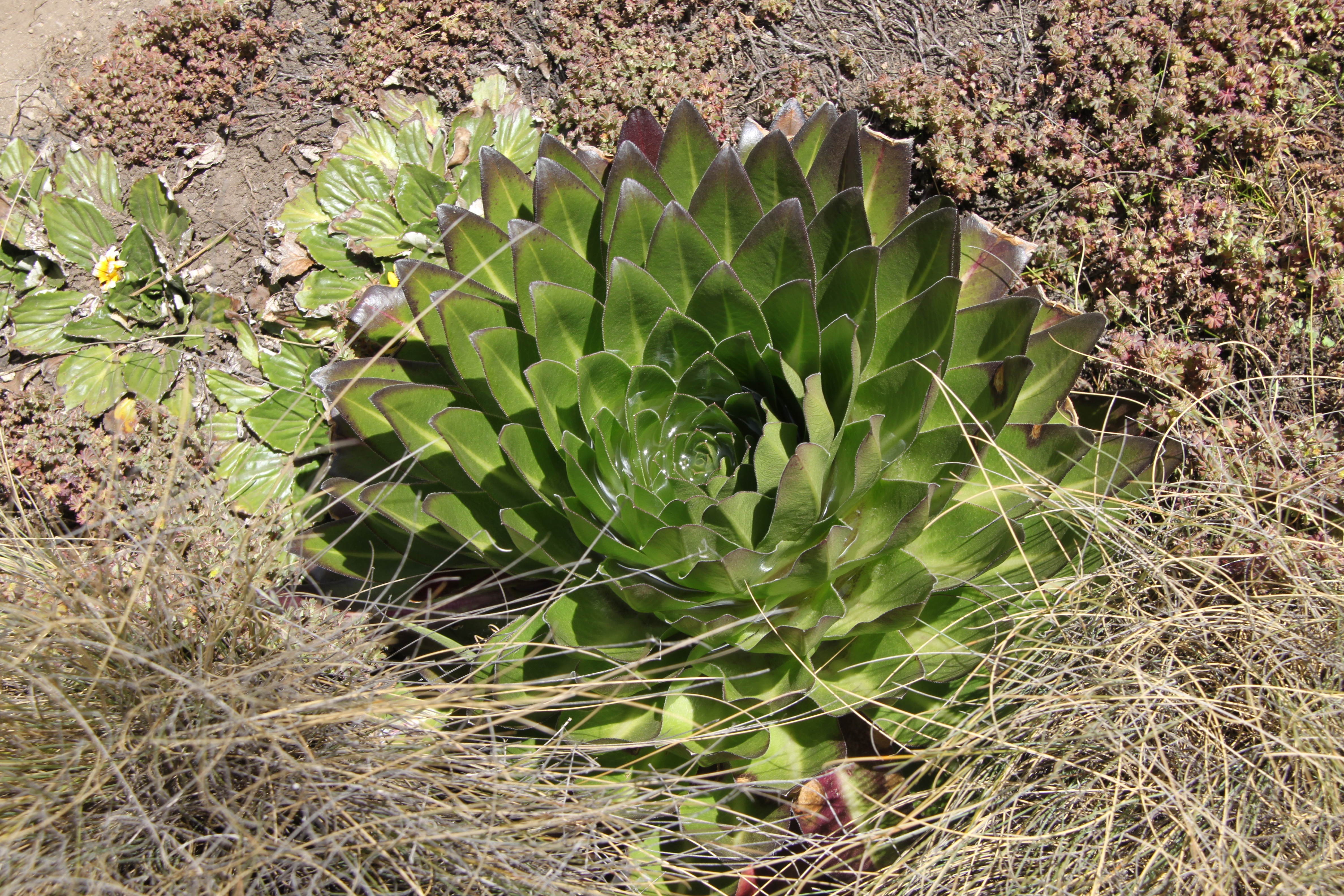
Розетка
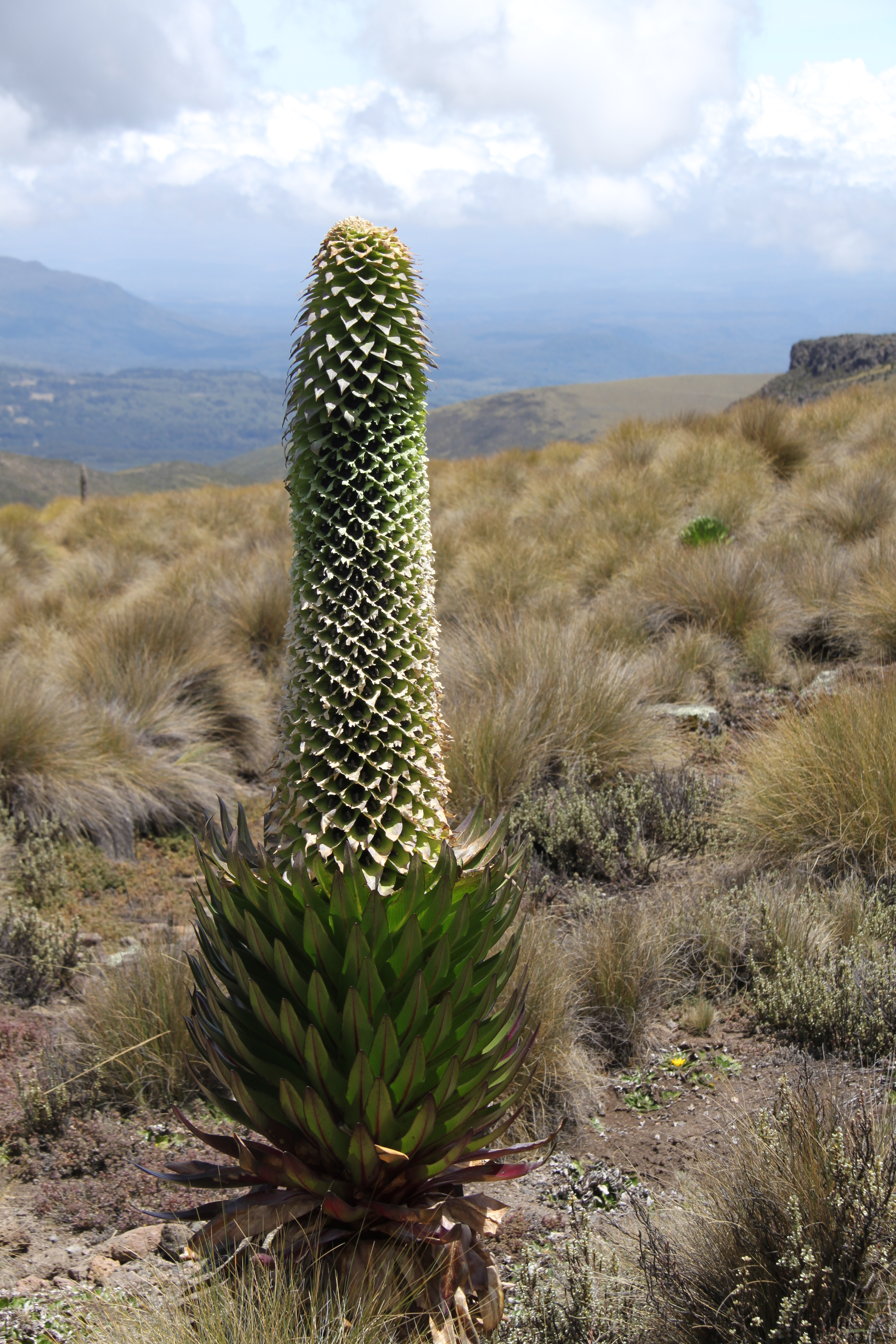
Суцвіття
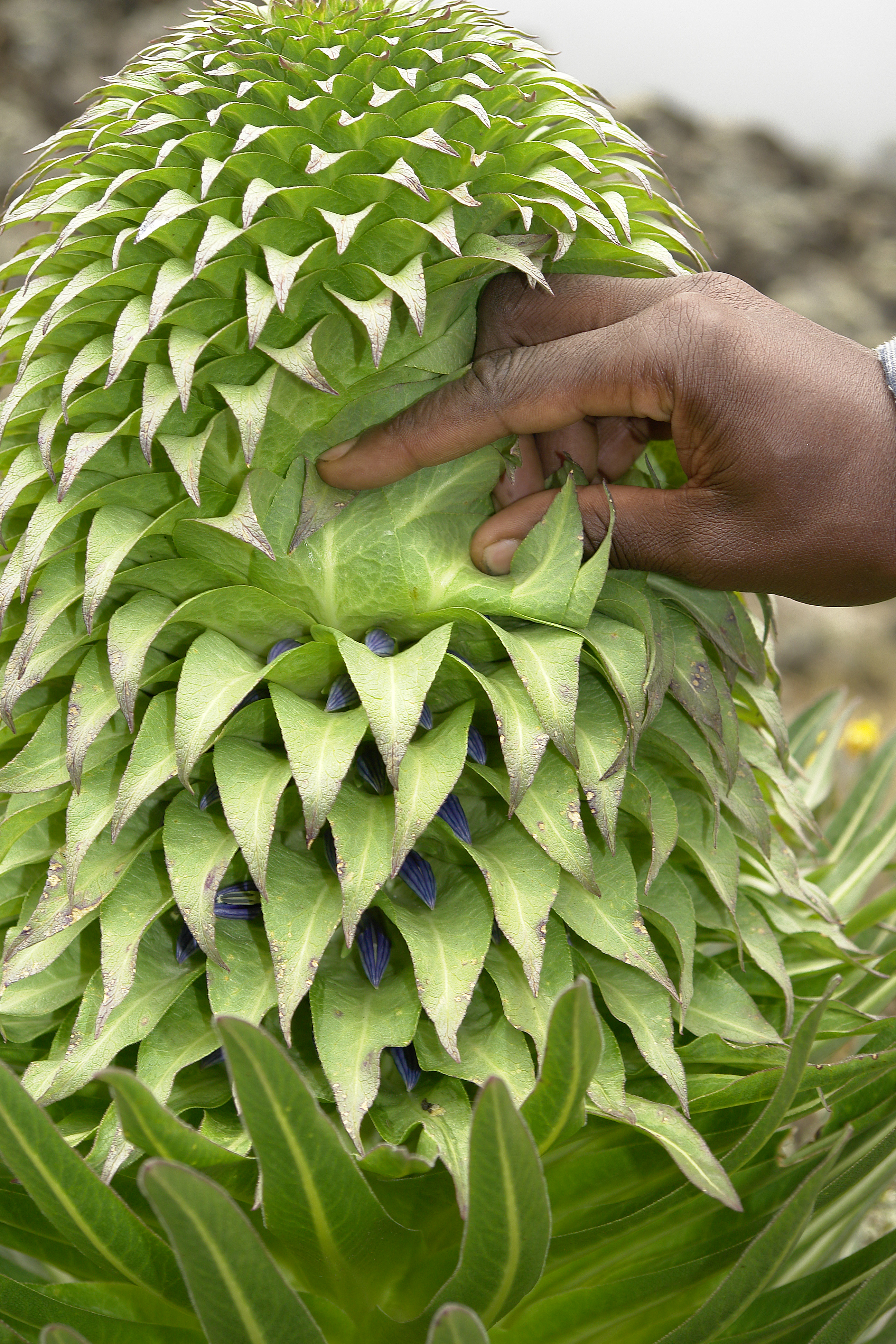